# Guyslugger
Guyslugger (氷河戦士ガイスラッガー?, Hyōga senshi Gaisuragā, letteralmente Guyslugger, i guerrieri del ghiaccio), è un anime giapponese di fantascienza creato da Shōtarō Ishinomori. La serie è stata prodotta dalla TMS Entertainment e TOEI Company in 20 episodi e trasmessa dal network giapponese TV Asahi a partire dall'aprile 1977. È stata importata in Italia dalla I.T.B. e trasmessa a partire dal 1982 da reti locali del Nord Italia e da Telemontecarlo.

## Trama
Circa trentamila anni fa, la Terra era abitata dal popolo dei Soloniani che però vennero attaccati e sconfitti dai malvagi Imbem. Prima della totale disfatta però, gli scienziati soloniani predisposero l'ibernazione di cinque guerrieri cibernetici il cui obiettivo era di rintracciare e distruggere il pianeta d'origine degli Imbem.
La terra entra però in un'era glaciale ed ogni traccia della progredita società dei Soloniani viene perduta. I conquistatori Imbem sono alla fine costretti a lasciare la Terra, diventata inabitabile.
La storia si sposta ai nostri giorni: i malvagi Imbem fanno ritorno sulla Terra diventata di nuovo abitabile per loro: questo fa risvegliare i cinque cibanoidi che giacevano ibernati al Polo Sud, che possono iniziare finalmente la loro missione.

## Sigle
Sigla iniziale giapponese
"Hyoga Senshi Guyslugger" è interpretata da Ichirō Mizuki
Sigla finale giapponese
"Warera no Inochi Soron go" p interpretata da Mitsuko Horie
Sigla iniziale e finale italiana
"Guyslugger" di P. Dossena e A. Tamborrelli è interpretata da I Drago

## Doppiaggio
L'edizione italiana e il doppiaggio sono a cura dello studio Tony Fusaro & C..
| Personaggi  | Voce Giapponese | Voce Italiana    |
| ----------- | --------------- | ---------------- |
| Shiki Ken   | Tōru Furuya     | Massimo Dapporto |
| Mito Kaya   | Akira Kamiya    |                  |
| Ono Riki    | Norio Wakamoto  |                  |
| Ii Taro     | Keiko Yamamoto  |                  |
| Tani Mari   | Kazue Komiya    |                  |
| Prof. Shiki | Shōzō Iizuka    | Mauro Bosco      |

## Episodi
| Nº | Titolo italiano Giapponese 「Kanji」 - Rōmaji                                               | In onda        | In onda |
| Nº | Titolo italiano Giapponese 「Kanji」 - Rōmaji                                               | Giapponese     |         |
| 1  | Il risveglio dei Soloniani 「戦士 三万年前より還る」 - senshi sanman nenmae yori kan ru     | 12 aprile 1977 |         |
| 2  | L'astronave scomparsa 「消えたスペースシャトル」 - kie ta supesushatoru                     | 19 aprile 1977 |         |
| 3  | Il ragazzo dell'Isola di Pasqua 「イースター島から来た少年」 - isuta shima kara kita shōnen | 26 aprile 1977 |         |
| 4  | La battaglia nel Mar del Diavolo 「悪魔の海の決闘」 - akuma no umi no kettō                 | 3 maggio 1977  |         |
| 5  | La città fantasma 「トンカラリンは地獄の門」 - tonkararin ha jigoku no mon                  | 17 maggio 1977 |         |
| 6  | Il segreto del pianeta Shusen 「明日香の巨大な謎」 - asuka no kyodai na nazo                | 24 maggio 1977 |         |
| 7  | Il dono degli antenati 「ストーンサークルの贈り物」 - sutonsakuru no okurimono              | 31 maggio 1977 |         |
| 8  | Il patto di sangue 「日本のピラミッド」 - nippon no piramiddo                               | 7 giugno 1977  |         |
| 9  | La ragazza ibernata 「冬眠カプセルの少女」 - tōmin kapuseru no shōjo                        | 14 giugno 1977 |         |
| 10 | Il dolore di Jiro 「ジロ暁に吠える」 - jiro akatsuki ni hoe ru                              | 21 giugno 1977 |         |
| 11 | Il sottomarino fantasma 「亡霊潜水艦Uボート」 - bōrei sensuikan u boto                      | 28 giugno 1977 |         |
| 12 | Il sosia 「悲しみと怒りは胸に」 - kanashimi to ikari ha mune ni                             | 5 luglio 1977  |         |
| 13 | Attacco alla Solon 「狙われたソロン号」 - nerawa reta soron gō                              | 12 luglio 1977 |         |
| 14 | Ritorno alla terra natia 「あゝ! 祖国よ」 - a! sokoku yo                                    | 19 luglio 1977 |         |
| 15 | Operazione Kamikaze! 「人間爆弾作戦」 - ningenbakudan sakusen                               | 26 luglio 1977 |         |
| 16 | Yuko con le vesti d'angelo 「夕子の羽衣」 - yūko no hagoromo                                | 2 agosto 1977  |         |
| 17 | Duello sulla sierra 「月は戦場だ」 - gatsu ha senjō da                                      | 9 agosto 1977  |         |
| 18 | La battaglia del deserto 「熱砂の激闘」 - netsu suna no gekitō                              | 16 agosto 1977 |         |
| 19 | Esilio su Imbem 「インベムへの亡命者」 - inbemu heno bōmeisha                               | 23 agosto 1977 |         |
| 20 | Obiettivo: pianeta Imbem 「21光年への特攻」 - 21 kōnen heno tokkō                           | 30 agosto 1977 |         |